# Сікоракса

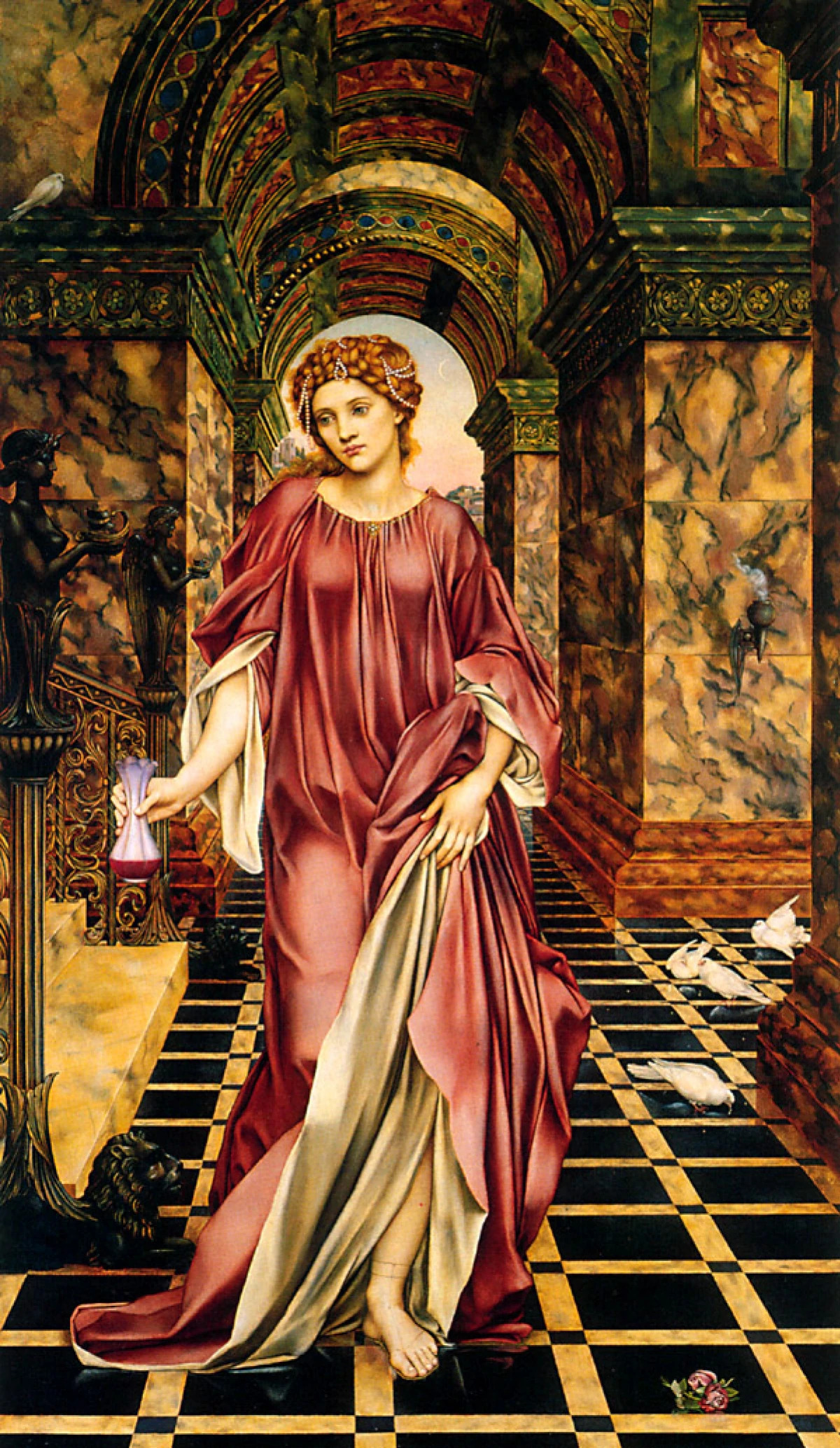
«Медея» (1889) Евелін де Морган; Вчені вбачають паралелі між Овідіївською Медеєю та Шекспірівською Сікораксою

Сікоракса (англ. Sycorax) — закулісний персонаж п'єси Вільяма Шекспіра «Буря» (1611), могутня відьма, матір Калібана, корінна мешканка острова на якому відбуває своє вигнання Просперо.
Згідно з передісторією, Сікоракса під час вагітності була вигнана зі свого будинку в Алжирі на острів, на якому відбуваються події п'єси. Спогади про Сікораксу, яка помирає за кілька років до основних подій п'єси, визначають кілька сюжетних ліній. Спираючись на його синівський зв'язок з Сікораксою, Калібан стверджує своє право власності на острові. Просперо постійно нагадує Аріелю про жорстокість поводження Сікоракси з ним з метою підтримати його вірність до себе.
Вчені в цілому погоджуються, що Сікоракса — антипод для Просперо, та тісно пов'язана з Медеєю з Метаморфозів Овідія. Постколоніальні письменники і критики вбачають в Сікораксі голос народів, особливо жінок, захоплених внаслідок колонізації. Пізніші версії Бурі, починаючи з XVIII століття (адаптація Вільяма Давенанта) наділили Сікораксу вокальними ролями у виставі, але зберегли її образ як злісного антагоніста Просперо.

## Роль в п'єсі
Просперо описує Сікораксу як чаклунку, заслану з Алжиру, настільки могутню «…Що[вона] може контролювати Місяць». Далі Просперо розповідає, що її привезли на острів моряки, коли вона була вагітна Калібаном. На острові вона почала поневолювати духів, до яких потрапив і Аріель, який за непослух був ув'язнений в соснове дерево. Вона померла перш ніж на острів прибули Просперо та Міранда. Калібан починає ненавидіти Просперо, кажучи, що це його земля, адже його матір прибула сюди раніше, аніж він.

## Походження персонажу
Вчені виявили дуже мало фактів про походження Шекспірівської Сікоракси. Насправді, крім її зв'язку з Медеєю і Цирцеєю з грецької міфології, жодна з переконливих теорій не була запропонована
Кілька конкуруючих лінгвістичних теорій було висунуто на предмет походження ім'я Сікоракси. Деякі вчені стверджують, що її ім'я може бути комбінацією грецького sus («свиня») і korax («ворона»). Інший грубий переклад дає фразу «Скіфський Ворон». Крім того, psychorrhax («Серцеїд»), може бути грою на грецьке слово psychoraggia («смерть боротьба»). Найдавніше трактування імені Сікоракси, пояснює його походження від латиського омофону sic or rex, натякаючи на гордість королеви Єлизавети I.
Образ Сікоракси також спирається на сучасні уявлення про відьом. Наприклад, вона втілює переконання, що всі відьми мають блакитні очі.

## Аналіз персонажу

### «Тиха» Сікоракса
Роль Сікоракси важлива у постколоніальних інтерпретаціях Бурі. Оскільки вона алжирка, і її історію ми чуємо тільки від інших (Просперо, Аріель та Калібан), то деякі дослідники вважають, що вона замовчана африканська жінка. Сучасні автори також стверджують цю думку, наприклад, Камау Брасвайт в своїй роботі Barabajan Poems 1994 року, включає вірш «Книга Сікоракси», як аналог книг Просперо (згаданих у п'ятому акті «Бурі»). У спробі дати голос невисловленій культурі корінних народів, вірші Брасвайта викладають історію Карибського басейну очима Сікоракси, яка представлена як муза Брасвайта, що володіє ним і його комп'ютером. Сікоракса є голосом не тільки знищених культур Кариб, а й голосом поневолених народів які були експансовані в результаті Доби великих географічних відкриттів.
Інші постколоніальні вчені погоджуються з думкою, що сама Сікоракса є символом ісламіської експансії. Ісламські держави активно захоплювали Близький Схід, та південну частину Європи протягом середніх віків. Алжирка Сікоракса могла виступити символом страху європейців перед наростаючою силою ісламу. Ця інтерпретація перевертає постколоніальні уявлення про роль Сікоракси в сюжеті «Бурі». Якщо вважати так, то Сікоракса сама є колонізатором острову, який Просперо колонізував повторно.